# B. J. Cole
Brian John Cole (* 17. července 1946 Enfield, Middlesex, Anglie) je anglický hráč na pedálovou steel kytaru. Známým se stal začátkem 70. let 20. století, kdy vystupoval se skupinou Cochise. Cole hrál různé styly hudby od hlavního proudu popu a rocku, až k jazzu a eklektické experimentální hudbě.
Hrál s Marcem Bolanem a T. Rex na jejich albu z roku 1974 Zinc Alloy and the Hidden Riders of Tomorrow, dále pak na albech Eltona Johna Tumbleweed Connection a Madman Across the Water, na písních „Country Comfort“ a „Tiny Dancer“. Se skupinou R.E.M. vystoupil Cole v roce 1998 a naživo s nimi hrál jejich písně „Daysleeper“, „Country Feedback“, „Man on the Moon“ a cover verzi skladby Iggy Popa „The Passenger“, která uzavírala vystoupení skupiny v TV programu Later with Jools Holland. Spolupracoval také s umělci jako jsou Kevin Ayers, Richard Ashcroft, The Verve, Luke Vibert, Graham Coxon, Roger Waters, Juno Reactor, Rockin Dave Taylor, Depeche Mode, Doll by Doll, Devon Sproule, Björk, Chumbawamba, David Gilmour, Hanson, Ian Siegal, Jah Wobble, The Stranglers, Sting a Brian Joseph Friel.
Cole vystupuje na nahrávce „Then I Close My Eyes“ z alba Davida Gilmoura On an Island (2006). Objevil se též na albu The Moody Blues Long Distance Voyager z roku 1981, kde hraje na nahrávce „In My World“.

## Diskografie
S Luke Vibertem
- Drum 'n' Bass 'n' Steel (1999)
- Stop The Panic (2000)
- Spring Collection (2000)

S Pete Molinarim
- A Virtual Landslide (2008)

## Alba, na kterých hostoval
- Nazareth: Nazareth (1971)
- Dave Edmunds: Rockpile (1972)
- Elton John: Madman Across the Water (1972)
- Roger Daltrey: Daltrey (1973)
- Jerry Lee Lewis: The Session (album) Recorded in London (1973)
- Chris De Burgh: Far Beyond These Castle Walls (1975)
- Joan Armatrading: Joan Armatrading (1976)
- David Sylvian: Gone to Earth (1986)
- Roger Waters: Amused to Death (1992)
- Kevin Ayers: Still Life with Guitar (1992)
- Hector Zazou: Chansons des mers froides (1994)
- Joan Armatrading: What's Inside (1995)
- John Cale: Walking on Locusts (1996)
- John Cale: Eat/Kiss: Music for the Films by Andy Warhol (1997)
- Björk: Post (1995)
- Elvis Costello: Kojak Variety (2004)
- Vladimír Mišík: Vteřiny, měsíce a roky (2024)